# Plasmopara halstedii
La peronospora del girasole (Plasmopara halstedii (Farlow) Berlese & de Toni) è un oomicete conosciuto per i suoi attacchi sulle coltivazioni di girasole. È considerata una delle malattie più gravi in tutti i continenti dove il girasole è coltivato.

## Tassonomia e nomenclatura
L'agente causale della peronospora del girasole è conosciuto nella comunità scientifica con due nomi: 
- Plasmopara halstedii, usato in riferimento ad un gruppo di organismi strettamente imparentati tra loro (Plasmopara halstedii complex)[2] che colpiscono oltre ai girasoli coltivati altre specie del genere Helianthus e della famiglia Asteraceae.

- Plasmopara helianthi[3] riferito agli organismi confinati al genere Helianthus, con ulteriori specializzazioni definite formae speciales a seconda della specie colpita. L'attacco sul girasole coltivato sarebbe quindi causato da Plasmopara helianthi f.sp. helianthi. Tuttavia, questa nomenclatura sviluppata negli anni sessanta in Russia da Novotel'nova sulla base di tratti morfologici minori e su popolazioni fungine locali, è ritenuta valida soltanto per la zona di Krasnodar dove gli studi sono stati effettuati,[1][4] pertanto il binomio accettato è Plasmopara halstedii.

Sono inoltre state descritte numerose razze fisiologiche a seconda della loro capacità di colpire differenti linee di cultivar di girasole. Secondo Tourvieille et al.
nel 2005 erano conosciute 10 razze fisiologiche; il loro numero è però soggetto a variazioni in seguito a nuove scoperte scientifiche. Tra le principali ricordiamo: 
- razza 1 la razza Europea, presente anche in Italia[6]
- razza 2 detta Red River diffusa in Nord America[6]

- razza 3 segnalata per la prima volta nel 1981 in Minnesota e Dakota del Sud[7]

La denominazione delle diverse razze fisiologiche è però soggetta a variazioni nei diversi paesi dove esse sono presenti. Il sistema americano si basa su numeri arabi, il sistema francese su lettere (A, B etc), mentre in Bulgaria vengono utilizzati numeri arabi, ma essi non corrispondono ai corrispettivi del sistema americano (quindi la razza 1 bulgara non corrisponde alla razza 1 americana).
Per ovviare a queste incongruenze è stata sviluppata una nuova nomenclatura per identificare le diverse razze fisiologiche; in base a questi sviluppi la sopracitata razza 1 viene indicata come razza 100, la 2 come razza 300 e la 3 razza 700. 
Grazie agli scambi di materiale vegetale infetto le diverse razze fisiologiche tendono a diffondersi verso paesi in cui non erano presenti. Inoltre l'incidenza delle diverse razze può variare a seconda degli anni e delle zone.

## Ospiti
Plasmopara halstedii è stata descritta su più di 100 specie appartenenti alla famiglia Asteracee, incluse tutte le specie selvatiche e coltivate del genere Helianthus.
Alcune asteracee selvatiche (Helianthus spp, Artemisia spp., Xanthium spp.) sono spesso presenti negli areali di coltivazione di Helianthus annuus, ma il loro ruolo come serbatoio di inoculo non è ancora stato confermato.

## Distribuzione geografica
Originaria del Nord America è stata descritta per la prima volta in Indiana, Iowa e Minnesota negli anni venti del ‘900.
La peronospora del girasole è presente in Europa fin dal 1941 ed è stata segnalata nel 1948 in Friuli. La diffusione dalle aree di origine nord americane è probabilmente avvenuta attraverso sementi infette;
attualmente è distribuita a livello mondiale, in tutte le zone dove il girasole è coltivato.

## Biologia ed epidemiologia
Plasmopara halstedii è un patogeno terricolo biotrofico obbligato.
Le infezioni primarie prendono origine dalle oospore in stato di quiescenza presenti nel suolo, nei residui colturali o sui semi, nei quali il micelio è presente in ogni parte, embrione compreso e che originano infezioni che si sviluppano in modo sistemico.
Le oospore  germinano formando un tubulo germinativo che porta un singolo sporangio che libererà 15-25 zoospore biflagellate tramite formazione di un'apertura circolare all'apice.
In seguito il tubulo germinativo si ramifica, formando altri sporangi.
Le zoospore, giunte in prossimità delle radici, dei peli radicali, dell'ipocotile o di una foglia e in presenza di acqua libera si incistano, germinano e penetrano nel tessuto parenchimatico. La penetraziona è di tipo diretto, attraverso l'epidermide del vegetale.
Una volta stabilitosi l'oomicete cresce intercellularmente originando un micelio che si sviluppa in modo sistemico e colonizza l'ospite diffondendosi verso l'apice; il micelio può essere trovato in tutti i tessuti del vegetale tranne che nei meristemi.
Se le condizioni sono favorevoli si osserverà la sporulazione del patogeno con gli sporangiofori che emergono dagli stomi o da altre aperture della pianta, consentendo così la moltiplicazione asessuale del patogeno.
Le oospore, derivanti da riproduzione sessuale, sono anch'esse prodotte nei tessuti della pianta (principalmente radici e fusti) tramite incontro di oogonio e anteridio.
Le infezioni secondarie si originano sulle foglie delle piante adulte ad opera delle zoospore liberate dagli sporangi portati sui rami sporangiofori, e penetrano per via stomatica (gli sporangi sono comunque capaci di germinazione diretta con formazione di un tubulo germinativo). Le zoospore che causano queste infezioni possono essere trasportate dal vento. Nonostante tale capacità di diffusione anemofila, la sua introduzione in nuove aree è per lo più dovuta all'impiego di semi infetti, dove il patogeno si conserva come micelio. In questo caso i danni non sono generalmente ingenti al primo anno ma diventano gravi dal secondo anno di coltivazione sullo stesso terreno.
Alla fine della stagione su tessuti e foglie senescenti il patogeno differenzia anteridio e oogonio che tramite riproduzione sessuale formano le oospore. Assieme al micelio presente sui semi saranno fonte di inoculo per l'anno successivo.
La temperatura e l'umidità relativa sono i fattori ambientali più importanti che influenzano la diffusione e le gravità delle infezioni di Plasmopara halstedii. Le zoospore richiedono acqua libera per nuotare vero il sito di infezione e germinare, quindi piogge o irrigazioni sono un requisito essenziale per lo sviluppo di attacchi di peronospora del girasole. A questo proposito il periodo critico è compreso tra 2 e 3 settimane dopo la semina, quando un andamento climatico umido diventa particolarmente pericoloso.

## Sintomatologia
I sintomi causati da Plasmopara halstedii possono variare in base all'età dell'ospite e del tessuto colpito, livello di inoculo, cultivar e condizioni termoigrometriche.
Nel caso di infezioni primarie precoci si osserva un arresto dello sviluppo e quindi la morte della pianta. Se le infezioni primarie sono più tardive le piante si sviluppano in modo stentato raggiungendo al massimo i 50 – 60 cm di altezza. Le foglie appaiono con aloni clorotici o di color verde pallido, sulla pagina superiore lungo le nervature principali. Le foglie più giovani possono diventare interamente clorotiche, si accartocciano verso il basso e diventano rigide ed ispessite. In condizioni di elevata umidità relativa nella pagina inferiore delle foglie, in corrispondenza degli aloni clorotici, si sviluppa un'efflorescenza biancastra costituita dagli sporangiofori e dagli sporangi dell'oomicete.
Sono state osservate infezioni fogliari causanti piccole macchie angolari pallide delimitate dalle nervature. Da questi lievi attacchi possono originarsi infezioni sistemiche se il patogeno, in seguito a condizioni ambientali favorevoli, colonizza il fusto passando attraverso il picciolo.
I capolini dei girasoli infetti presentano taglia ridotta e producono un ridotto o nullo numero di semi. I pochi semi prodotti ri rivelano infetti e molto poco vitali, pertanto il danno economico può essere considerevole.
L'apparato radicale si presenta ridotto, in particolare con una riduzione significativa della formazione delle radici secondarie. La superficie delle radici appare di color marrone scuro.
Altri sintomi meno frequenti includono moria improvvisa delle piantine appena germinate, decolorazione del midollo dei fusti e/o dei capolini, anomalie nello sviluppo delle infiorescenze, foglie ritorte e galle basali. Inoltre le infezioni di peronospora del girasole possono localizzarsi ai tessuti basali del fusto colpendo i cotiledoni e l'ipocotile. Anche in questo caso in condizioni di umidità relativa elevata si osserva la sporulazione del fungo con le foglie cotiledonari e la base dei fusticini che si ricoprono di muffetta biancastra. 
Prima della fruttificazione con evidente produzione di efflorescenza biancastra, gli attacchi di peronospora del girasole possono essere confusi con sintomi di fitotossicità da erbicidi. Dopo la fruttificazione è possibile confondere i sintomi con quelli causati da Albugo tragopogonis, ma in quest'ultimo caso compaiono vescicole clorotiche sulla pagina superiore delle foglie. Tali deformazioni non appaiono in seguito ad attacchi di P. halstedii.
Le piante originate da semi infetti non mostrano sintomi sulle parti epigee, ma il patogeno produce zoosporangi ed oospore sulle loro radici.

## Morfologia
Attraverso il microscopio ottico è possibile l'identificazione morfologica di Plasmopara halstedii. Di seguito vengono descritte le caratteristiche fondamentali dell'organismo.

### Micelio
È formato da ife non settate (cenocitiche), incolori, dal diametro di 6-20 µm, spesso di forma irregolare e rigonfia. Producono austori tondeggianti dal diametro di 5-10 µm che crescono nei tessuti vegetali.

### Sporangiofori
Gli sporangiofori emergono in genere dalla pagina inferiore della foglia, ma occasionalmente possono emergere anche dalla pagina superiore. Misurano 300 – 450 µm di lunghezza per 7-14 µm di diametro, si ramificano monopodialmente ad angolo retto nella metà superiore con gli apici delle ramificazioni spesso rigonfi. Le ramificazioni costituiscono un verticillio di 7 – 8 elementi; ognuna di queste ramificazioni presenta 2-5 ramificazioni secondarie lunghe 40-86 µm, portanti 3-5 punte lunghe 8 – 15 µm che divergono ad angolo retto. Su queste ramificazioni sono portati gli sporangi.

### Sporangi
Gli sporangi hanno forma da ovoidale ad ellissoidale e misurano 18-30 µm di lunghezza per 14 –20 µm di diametro. Sono papillati e germinano liberando 20 zoospore reniformi e biflagellate.

### Anteridio
A forma di bastone misurano 12x30 µm.

### Oogonio
Gli oogoni sono sferici, incolori, con diametro di 30-40 µm.

### Oospore
Sono formate appena sotto l'epidermide in tutti gli organi vegetativi dell'ospite, in particolare in foglie e radici. Sono sferiche, dal diametro di 15-30 µm. Sono di colore giallo bruno con una parete leggermente rugosa, spessa 3 µm. Germinano originando gli sporangi.

## Lotta
La lotta contro la peronospora del girasole si bassa essenzialmente su misure preventive, in quanto interventi diretti sulla coltura non sempre sarebbero economicamente sostenibili. In Italia, secondo il DM 29-12-1982 è obbligatoria la concia delle sementi importante con metalaxyl per evitare l'introduzione di nuove razze fisiologiche. Tra le altre misure preventive ricordiamo:
- rotazioni di almeno 6-8 anni, in quanto le oospore si conservano a lungo nel suolo
- impiego di seme certificato
- concimazioni oculate al fine di fornire una buona dotazione di azoto, potassio e boro